# Norops notopholis
Norops notopholis este o specie de șopârle din genul Norops, familia Polychrotidae, descrisă de Boulenger 1896. Conform Catalogue of Life specia Norops notopholis nu are subspecii cunoscute.